# Исполинский козодой
Исполинский козодой, или исполинский лесной козодой, или исполинский уратао (лат. Nyctibius grandis), — вид южноамериканских птиц из отряда козодоеобразных.

## Внешний вид и строение
Крупная южноамериканская птица (до 55 см в длину), напоминающая общим видом европейских козодоев. Видимая часть клюва, представляющего главный признак рода, очень мала, но ротовая щель очень широка и доходит до уха. Ширина клюва превосходит его длину; вершина его изогнута в виде крючка; надклювье снабжено с каждой стороны одним большим, тупым зубцом; большая часть поверхности клюва оперена. По характеру окраски исполинский козодой напоминает настоящих козодоев: верхняя сторона испещрена темно-коричневыми волнистыми полосками по белесоватому полю; нижняя сторона тела — ржаво-коричневая с тёмными штрихами и пятнами; рулевые и маховые перья с тёмными поперечными полосами.

## Распространение и среда обитания
Обитает в тропических лесах Южной Америки.

## Образ жизни и питание
Ночная птица, проводит день сидя неподвижно на высоком дереве, обыкновенно на каком-нибудь толстом горизонтальном суку, около его обломанного конца. Питается насекомыми.